# Benzocaína
A benzocaína é o p-aminobenzoato de etila, um éster etílico do ácido p-aminobenzoico (PABA). Também é um anestésico local, usado como calmante para dores que atua bloqueando a condução de impulsos nervosos e diminuindo a permeabilidade da membrana neuronal ao iodeto de sódio.
É absorvido de forma rápida através das mucosas. O começo da ação evidencia-se instantaneamente e prolonga-se por 15 a 20 minutos. Se forem absorvidas grandes quantidades através da mucosa, as ações no sistema nervoso central podem produzir estimulação ou depressão. As ações sobre o sistema cardiovascular produzem depressão, excitação e condução cardíaca. É também utilizado em alguns preservativos com ação "retardante".
A benzocaína é hidrolisada pelas colinesterasas plasmáticas num grau muito pequeno, pelas colinesterasas hepáticas. É eliminada principalmente pelo metabolismo, seguido da excreção renal.
É habitualmente indicada para a anestesia local prévia de um exame de: endoscopia com manipulação de instrumentos ou outras explorações de esófago, laringe, intervenções dentais, cirurgia oral e dor de garganta.

## Síntese
Obtém-se pela esterificação a partir do ácido p-aminobenzóico (PABA); de forma esquemática:
Ácido P-aminobenzóico + Etanol + Ácido (catalisador) → Benzocaína
Também pode ser sintetizado pela redução do correspondente ao nitrobenzoato.
É utilizado em alguns preservativos com o intuito de prolongar o ato sexual. No caso do usuário do produto ter hipersensibilidade à Benzocaína, o indivíduo pode ter, como efeitos colaterais, a perda temporária do libido, irritação na pele e falta de sensibilidade na região das genitálias.
30% dos casos de falta de libido estão relacionadas ao uso de drogas, desses, 15% pelo uso de preservativos com uso de benzocaína e ésteres em geral.
Um dos seus usos mais comuns é anestesiar localmente as úlceras bucais, como aftas.